# Societat Agrícola de Valls
La Societat Agrícola de Valls és una obra noucentista de Valls (Alt Camp) protegida com a Bé Cultural d'Interès Local.

## Descripció
Edifici noucentista de tres plantes. L'edifici és simètric en els dos laterals hi ha un mòdul que es repeteix, amb balcó que té llinda amb cantells rodons en els vèrtexs superiors de la primera planta. En la segona planta, el balcó és més estret i té una volada petita i en la tercera aquestes dimensions són encara més reduïdes. El remat d'aquesta part de la façana està format per una mena de quatre columnes escalonades amb acabament rodó. La part central del conjunt està formada per cinc obertures per planta. Els llindars tenen dues filades de peces ceràmiques de Manises. En la segona planta els balcons no tenen volada, però si barana encastada en el pla vertical de la façana. En la tercera, tenen volada petita i les barres segueixen el mateix disseny que en tot l'edifici. També en el cos central hi ha cornisa amb motllura. A la coberta hi ha un mur-sòcol.